# Würmmühle (Dachau)

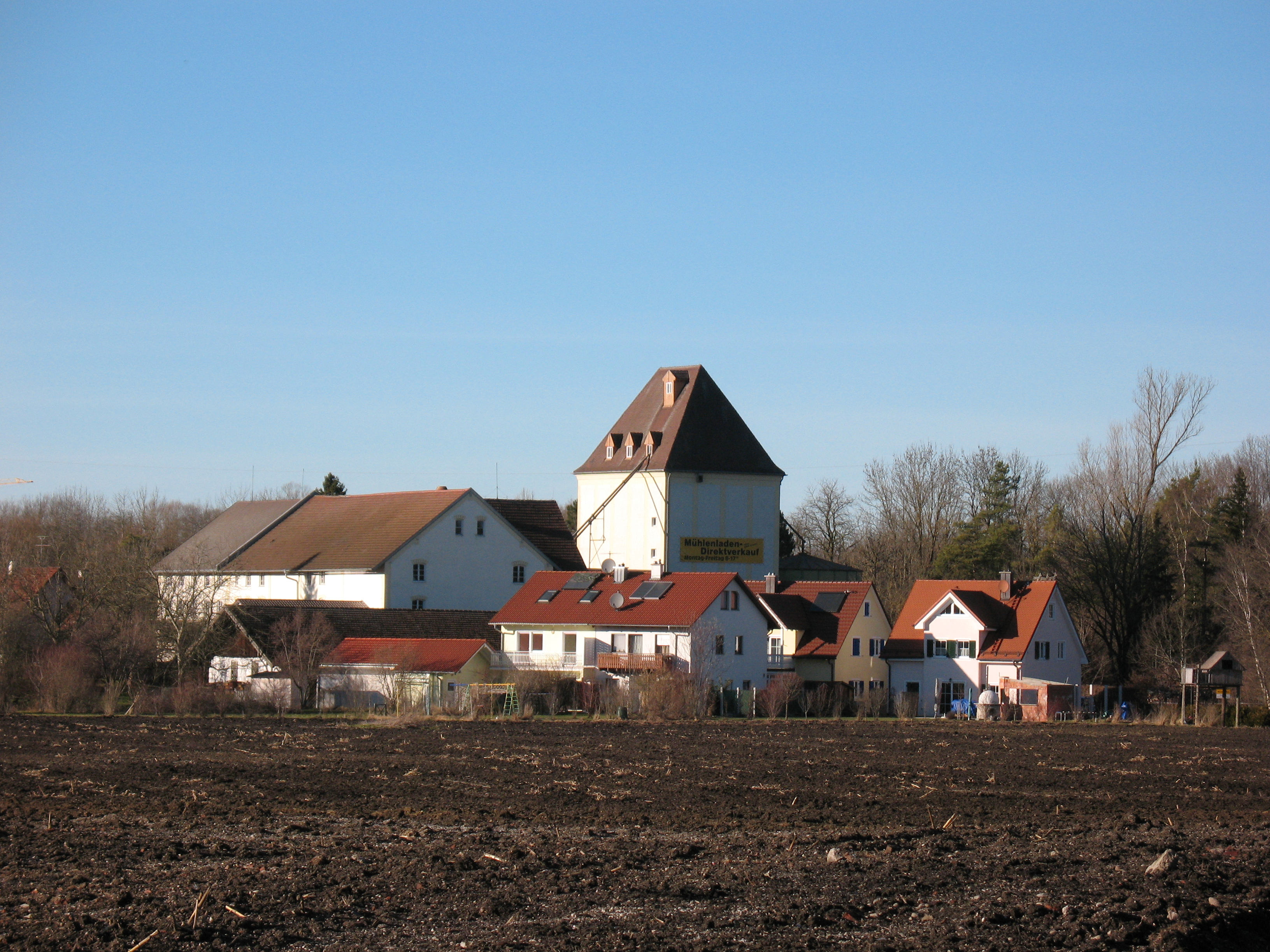
Die Würmmühle im Winter

Die Würmmühle ist eine Mühle mit umgebender Wohnbebauung im Gemeindegebiet der Stadt Dachau. Sie befindet sich kurz vor der Einmündung der Würm in die Amper. Der Mühlenbetrieb hat sich bis heute gehalten und wurde um eine Imkerei, einen Hühnerhof und einen Bestattungsbetrieb erweitert. Neben einem Mühlenladen gibt es einen Laden mit hofeigenen Produkten. Nahe der Mühle steht eine Feldkapelle aus dem 17. Jahrhundert.

## Geschichte

### Römische Straßenstation Ambra
Um die Würmmühle herum lag aller Wahrscheinlichkeit nach die römische Straßenstation Ambra, die ein wichtiger Knotenpunkt für Straßenverbindungen in der Provinz Raetia war. An dieser Stelle der Amper befand sich eine Furt, die den Übergang auf einer derart wichtigen Städteverbindung bedeutend erleichterte. Hans Bauer zählte sieben Zubringer. Die wichtigsten Verbindungen durch Ambra liefen von Augsburg nach Salzburg, von Kempten nach Salzburg und von Ambra über Partenkirchen ins Inntal. Weitere Verbindungen führten nördlich zur Donau und weiter nach Regensburg, entlang der Amper und Isar zur Donau und weiter nach Passau und eine Verbindung über Föhring Richtung Wasserburg.

### Urkundliche Erwähnung des Mühlenbetriebs
Das erste Mal wurde der Mühlenbetrieb im 10. Jahrhundert urkundlich vom Bischof von Freising erwähnt. Neben dem Müllereibetrieb führte der Müller allerdings auch Reisende über die Furt in der Amper-Würm-Aue, damals einem verzweigten Mündungsgebiet, wie das bereits unter den Römern geschehen war. 1230 wurde das erste Mal eine Brücke bei der Würmmühle genannt. Im 14. Jahrhundert wurde die Mühle – damals im Besitz der bayerischen Herzöge das erste Mal „Würmmühle“ genannt.

### Wirtschaftliches Leben der Neuzeit

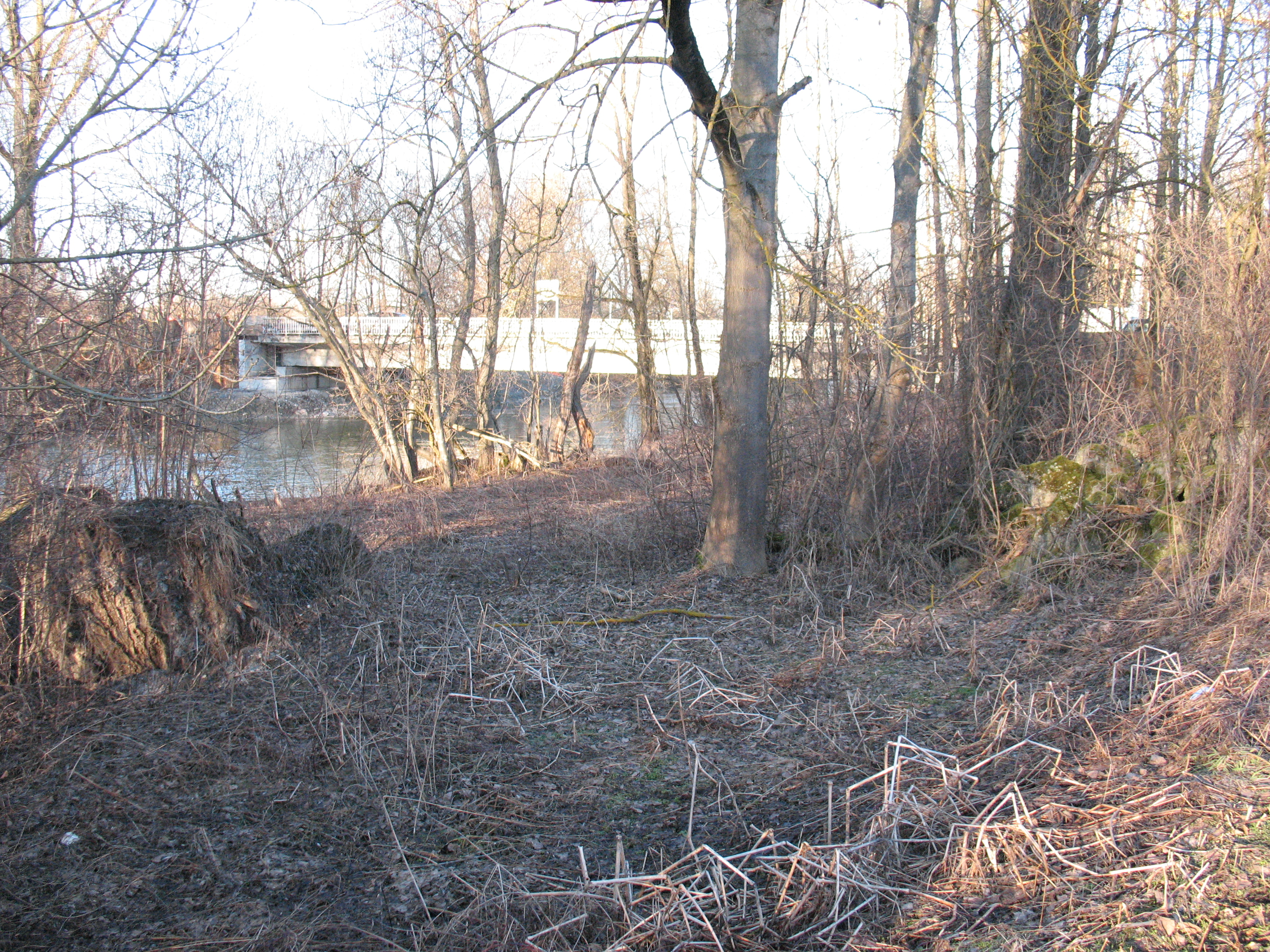
Die Überreste der ehemaligen Floßlände

Das Aufkommen der Flößerei ab dem Hochmittelalter aus den Alpen bzw. dem Alpenvorland ist auch an der Amper nicht vorbeigegangen. Der Straßenname „An der Floßlände“ nahe der Würmmühle lässt auf einen Trifthof östlich der Amper schließen. Die Würmmühle betrieb nachgewiesenermaßen mindestens im 18. Jahrhundert auch eine Sägemühle, die wahrscheinlich Teile des Floßholzes verarbeitete.

### Die Mühle im 20. Jahrhundert
Die Verbindung der Würmmüller zum direkt angrenzenden Konzentrationslager Dachau ist bisher nicht vollständig geklärt. Gemeinderechtlich wurde die Würmmühle auf Wunsch der SS 1938 mitsamt einem Teil des Geländes des Konzentrationslagers aus der Gemeinde Hebertshausen in das Gebiet der Stadt Dachau eingegliedert. Dies macht deutlich, dass die Würmmühle in ihrer Lage zwischen dem Häftlingslager, der SS-Siedlung und dem SS-Schießplatz aus rein praktischen Gründen von dem Lagerbetrieb nicht unberührt blieb. Es ist zu vermuten, dass die Würmmühle in regem wirtschaftlichen Austausch mit der SS-Siedlung stand.
Direkt an der Würmmühle war auch ein Entomologisches Institut angesiedelt, das vier KZ-Insassen beschäftigte.

## Belege
1. ↑  Hans Bauer: Die römischen Fernstraßen zwischen Iller und Salzach nach dem Itinerarium Antonini und der Tabula Peutingeriana. Neue Forschungsergebnisse zu den Routenführungen. München 2007, ISBN 978-3-8316-0740-2, S. 52ff und 103.
2. ↑   Routenskizzen von Hans Bauer, abgerufen am 18. Oktober 2016 (Memento vom 19. März 2016 im Internet Archive)
3. ↑  Erich Keyser: Bayerisches Städtebuch. Stuttgart 1974, S. 133.
4. ↑   Geschichte der Würmmühle (Memento vom 19. Februar 2011 im Internet Archive)
5. ↑  Flößerei und Holztrift. In: Georg Paula, Stefanie Berg-Hobohm: Landkreis Weilheim-Schongau. Denkmäler in Bayern, Band 1. München 2003, S. 23.
6. ↑  Straßennamen in Dachau (Memento des Originals vom 27. Juni 2016 im Internet Archive)  Info: Der Archivlink wurde automatisch eingesetzt und noch nicht geprüft. Bitte prüfe Original- und Archivlink gemäß Anleitung und entferne dann diesen Hinweis.
7. ↑  Die Würm. Im Fluß der Geschichten. München 1995, S. 156.
8. ↑  Sybille Steinbacher: Dachau, die Stadt und das Konzentrationslager in der NS-Zeit. Die Untersuchung einer Nachbarschaft. Frankfurt a. M. 1993, S. 117.
9. ↑  Hans-Günther Richardi: Schule der Gewalt. München 1983, S. 264.
10. ↑  Wolfgang Benz, Barbara Distel (Hrsg.): Der Ort des Terrors. Geschichte der nationalsozialistischen Konzentrationslager. München 2005, S. 304f.

Koordinaten: 48° 16′ 45″ N, 11° 27′ 53″ O